# Codex Resenianus
El Codex Resenianus es un manuscrito islandés del siglo XIII en el cual se preserva la antigua ley noruega del Frostating. Recibió el nombre de uno de sus propietarios, un conde del siglo XVII llamado Peder Hansen Resen (1625 - 1688), un eminente funcionario real y profesor de jurisprudencia de la universidad de Copenhague. El conde Resen fue un apasionado coleccionista de literatura medieval y antiguos códices de leyes que finalmente donó a la universidad. El compendio se perdió en el devastador incendio de Copenhague de 1728. Por fortuna, existieron copias que con ayuda de otras fuentes permitieron reconstruir el contenido de la colección y casi la totalidad del texto legal.
El manuscrito se ha catalogado como AM 399 4°, una copia del códice cuyo texto fue fechado entre 1330 y 1350 que comparten el Instituto Arnamagnæan de Copenhague y el Instituto Árni Magnússon de Reikiavik.